# 오로 베르데
《오로 베르데》(포르투갈어: Ouro Verde)는 2017년 방영된 포르투갈의 텔레노벨라이다.